# Tošovice
Tošovice (německy Taschendorf) jsou vesnice, část města Odry v okrese Nový Jičín. Nachází se asi 4 km na sever od Oder. V roce 2009 zde bylo evidováno 66 adres. V roce 2001 zde trvale žilo 207 obyvatel.
Tošovice jsou také název katastrálního území o rozloze 7,65 km2.
Narodil se tu a působil českoněmecký politik Richard Herzmansky (1859–1939), na přelomu 19. a 20. století poslanec Říšské rady.

## Název
Do 19. století se v písemných záznamech objevují jen německá jména Taschenberg ("Tašův vrch") a Taschendorf ("Tašova ves"), ale jejich základem bylo starší (písemně nedoložené) české Tašovice, jehož základem bylo osobní jméno Taš, domácká podoba jména Tatomír. Výchozí tvar Tašovici byl pojmenováním obyvatel vsi a znamenal "Tašovi lidé". V němčině došlo k nářeční změně Tasch- > Tosch-, jehož vlivem bylo v 19. století vytvořeno české Tošovice.